# Ferdinando Bosio
Ferdinando Bosio (Castiglione delle Stiviere, 1824 – Milano, 1879) è stato un religioso e patriota italiano.

## Biografia
Sacerdote ed insegnante presso il seminario vescovile di Mantova, fu tra i congiurati antiaustrici che portò ai Martiri di Belfiore.
Il 1º gennaio 1852, durante una perquisizione per scoprire delle banconote false, nell'abitazione di Luigi Pesci a Castiglione delle Stiviere il commissario di polizia Filippo Rossi rinvenne casualmente in un portapenne una cartella del prestito nazionale di Mazzini. Confessò di avere avuto la cartella da don Ferdinando Bosio che venne arrestato, mentre altri congiurati tra cui Giovanni Acerbi, Giovanni Chiassi e Benedetto Cairoli riuscirono a fuggire. Dopo venticinque giorni di dura detenzione fece il nome di don Enrico Tazzoli, coordinatore del movimento antiaustriaco e rivelò i nomi di altri capi della congiura, che vennero giustiziati.
Si salvò la vita, ma uscì moralmente disfatto dalle carceri di Mantova e di Josefstadt. Trascorse alcuni anni nella parrocchia di Casalromano, quindi lasciò il sacerdozio e prese moglie.
Finì pastore evangelico a Milano, dove morì nel 1879.